# Résolution 1016 du Conseil de sécurité des Nations unies
Membres permanents
- Chine
- États-Unis
- France
- Royaume-Uni
- Russie

Membres non permanents
- Allemagne
- Argentine
- Botswana
- Honduras
- Indonésie
- Italie
- Nigéria
- Oman
- République tchèque
- Rwanda

Résolution no 1015 Résolution no 1017
La résolution 1016 du Conseil de sécurité des Nations unies, adoptée à l'unanimité le 21 septembre 1995, après avoir rappelé toutes les résolutions sur la situation en l'ex-Yougoslavie, a appelé à des efforts accrus pour parvenir à une solution politique globale au conflit en Bosnie-Herzégovine et a exigé que la Bosnie-Herzégovine et la Croatie mettent fin à leur offensive en Bosnie occidentale. 
Le Conseil de sécurité s'inquiète du fait que la situation en Bosnie-Herzégovine constitue une crise humanitaire, en particulier en raison des récents combats, des pertes en vies humaines, de nombreux réfugiés et personnes déplacées et des souffrances de la population civile résultant des actions militaires. Il a également déploré les pertes subies par les soldats de la paix danois et a adressé ses condoléances aux familles des victimes. À cet égard, toutes les parties ont été invitées à cesser les hostilités et à observer un cessez-le-feu.
Les États membres impliqués dans la promotion d'un règlement pacifique global dans la région ont été invités à intensifier leurs efforts en collaboration avec les agences d'aide humanitaire, notant qu'il ne pouvait y avoir de solution militaire au conflit en Bosnie-Herzégovine. Le secrétaire général était tenu de fournir au Conseil des informations supplémentaires sur la situation humanitaire dans les plus brefs délais.

## Voir également
- Armée de la république serbe de Bosnie
- Guerre de Bosnie-Herzégovine
- Dislocation de la Yougoslavie
- Guerre de Croatie
- Guerres de Yougoslavie